# Ciclo da borracha
O ciclo da borracha foi um momento da história econômica e social do Brasil, ocorrido na Região Norte, relacionado com a extração de látex da seringueira e comercialização da borracha impulsionadas na segunda metade do século XIX pelo advento da Revolução Industrial (1760-1830). Tornando-se atividades basilares da economia com centro na região amazônica, proporcionou expansão da colonização, atração de riqueza, transformações culturais, sociais, arquitetônicas principalmente dos município de Manaus e Belém, até hoje capitais e maiores centros de seus respectivos estados, Amazonas e Pará; Além de muitas outras cidades da região como: Itacoatiara, Marabá, Rio Branco, Eirunepé, Cruzeiro do Sul e Altamira.
Neste mesmo período, foi criado o Território Federal do Acre (atual Estado do Acre), área adquirida da Bolívia em 1903 para obtenção de novas seringueiras para extração.
O ciclo da borracha viveu seu auge de fato entre 1879 e 1912, tendo depois experimentado uma sobrevida entre 1942 e 1945, durante a Segunda Guerra Mundial (1939-1945).

## Linhas gerais
O naturalista francês Charles Marie de La Condamine ficou muito interessado quando tomou conhecimento da pegajosa e espessa seiva com a qual os índígenas amazonidas, no século XVIII, confeccionavam objetos. Assim relatou sua descoberta na Academia de Ciências da França, em 1774 (dando o primeiro passo para o advento do Ciclo da Borracha):
"Os índios fabricam garrafas, botas e bolas ocas, que se achatam quando apertadas, mas que tornam a sua primitiva forma desde que livres".
Em 1803, a primeira fábrica de produtos de borracha (ligas elásticas e suspensórios) surgiu na França (Paris). Contudo, o material ainda apresentava algumas desvantagens: à temperatura ambiente a goma mostrava-se pegajosa. Com o aumento da temperatura, a goma ficava mais mole e pegajosa, ao passo que a diminuição da temperatura era acompanhada do endurecimento e rigidez da borracha.
Foram os índios centro-americanos os primeiros a descobrir e fazer uso das propriedades singulares da borracha natural. Entretanto, foi na floresta amazônica que de fato se desenvolveu a atividade da extração da borracha, a partir da seringa ou seringueira (Hevea brasiliensis), uma árvore que pertence à família das Euphorbiaceae, também conhecida como árvore da fortuna. Que do caule é extraído um líquido branco, chamado látex, cuja composição é formada, em média, por 35% de hidrocarbonetos, destacando-se o 2-metil-buta-1,3-dieno (C5H8) (comercialmente conhecido como isopreno, o monômero da borracha).
O látex é uma substância praticamente neutra, com pH 7,0 a 7,2. Mas, quando exposta ao ar por um período de 12 a 24 horas, o pH cai para 5,0 e sofre coagulação espontânea, formando o polímero chamado de borracha, representada por (C5H8)n, onde n é da ordem de 10 000 e apresenta massa molecular média de 600 000 a 950 000 g/mol.
A borracha obtida in natura possuia desvantagens: era um produto volátil, derretia com o calor e endurecia com o frio; a exposição ao ar também provocava a mistura com outros materiais (detritos diversos), o que a torna perecível e putrefável, e; pegajosa devido à influência da temperatura. Através de um tratamento industrial, eliminam-se do coágulo as impurezas e submete-se a borracha resultante a um processo denominado vulcanização (descoberto em 1839 nos Estados Unidos), resultando a eliminação das propriedades indesejáveis. Torna-se assim imperecível, resistente a solventes e a variações de temperatura, adquirindo excelentes propriedades mecânicas e perdendo o carácter pegajoso.
A semente da seringueira é rica em óleo, que pode servir de matéria-prima para a produção de resinas, vernizes e tintas, e, por ser rica em nutrientes é usada na fabricação de suplementos alimentares. Indígenas ainda usam as sementes da seringueira como alimento.

## Primeiro ciclo da borracha: 1879-1912
Durante os primeiros quatro séculos e meio de colonização, como não foram encontradas riquezas de ouro ou minerais preciosos na Amazônia, as populações da hileia brasileira viviam praticamente em isolamento, pois nem a coroa portuguesa e, posteriormente, nem o império brasileiro conseguiram concretizar ações governamentais que incentivassem o progresso na região, que vivia apenas do extrativismo vegetal. A economia regional se desenvolveu por ciclos (drogas do sertão), acompanhando o interesse do mercado nos diversos recursos naturais da região.
Para extração da borracha no período do século XIX, acontece uma migração de nordestinos, principalmente do estado brasileiro do Ceará, que sofria as consequências das secas nesta época. O advento da Revolução Industrial impulsionou a comercialização da borracha na segunda metade do século XIX.

### Borracha: lucro certo
O desenvolvimento tecnológico e a Revolução Industrial na Europa (1760–1840), foram o estopim que fizeram da borracha natural, até então um produto exclusivo da Amazônia, tornar-se muito procurado e valorizado internacionalmente, gerando lucros e dividendos a quem quer que se aventurasse neste comércio.
Desde o início da segunda metade do século XIX, a borracha passou a exercer forte atração sobre empreendedores visionários. A atividade extrativista do látex na Amazônia revelou-se de imediato muito lucrativa. A borracha natural logo conquistou um lugar de destaque nas indústrias europeias e norte americanas, alcançando elevado preço. Isto fez com que diversas pessoas viessem ao Brasil na intenção de conhecer a seringueira e os métodos e processos de extração, a fim de tentar também lucrar de alguma forma com esta riqueza.
Assim a extração do látex e comercialização borracha tornaram-se atividades basilares da economia brasileira, a partir daí surgiram várias urbes e povoados, depois foram transformados em cidades. Belém e Manaus, que já existiam, passaram então por importante transformação e urbanização. No Censo de 1900, Belém já contava 96 560 habitantes, um número significativo na época. Manaus e Belém foram umas das primeiras cidades do Brasil ainda no final do século XIX, a introduzir a eletricidade na iluminação pública, criando viabilidade para a instalação dos bondes elétricos.

### Decadência

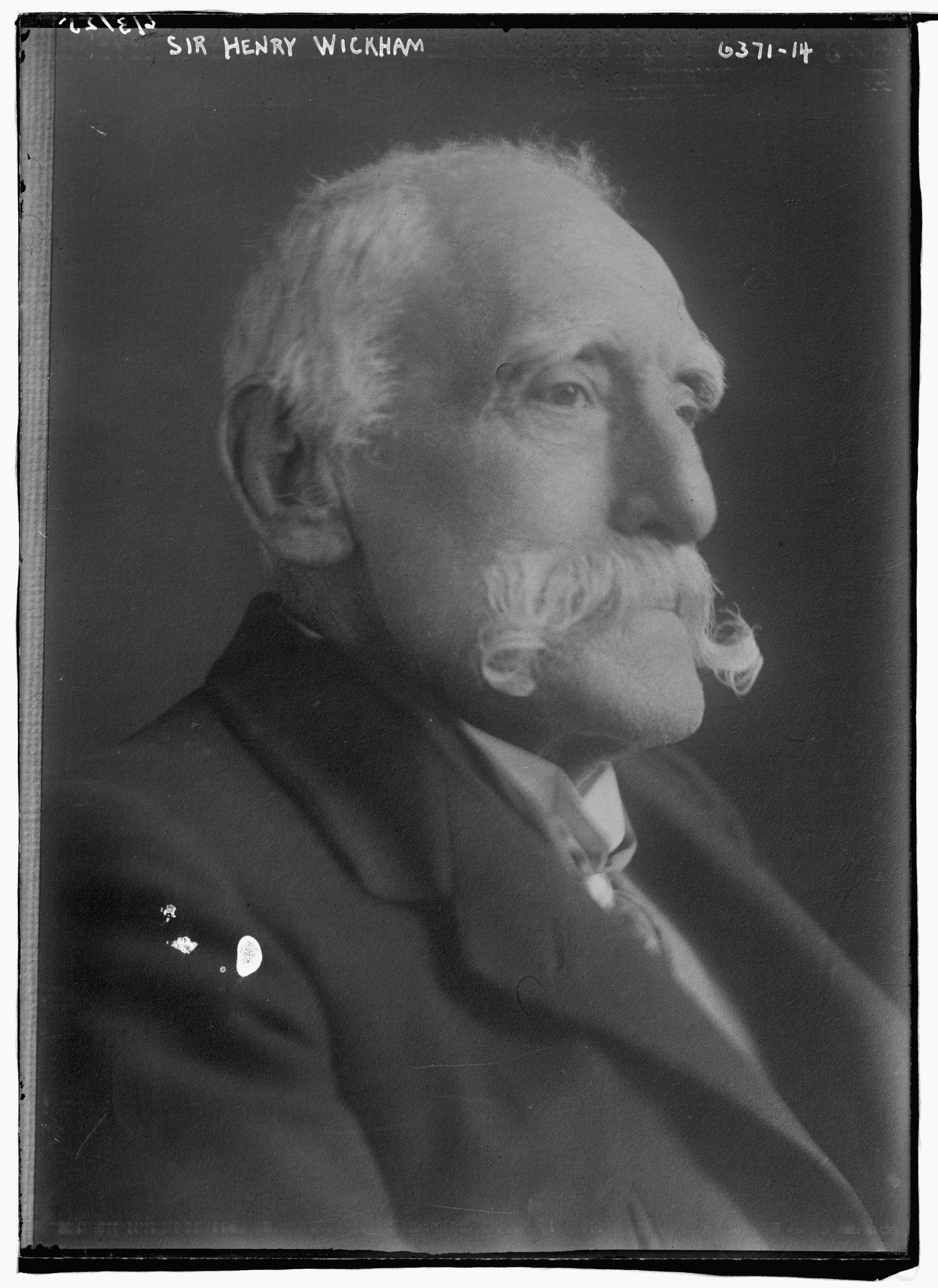
Henry Wickham, botânico responsável pelo contrabando de sementes

O inglês Henry Wickham foi o responsável pelo contrabando de cerca de 70 mil sementes de seringueira, Hevea brasiliensis, na região de Santarém no Pará em 1876. As sementes foram encaminhadas ao Royal Botanic Gardens em Londres e, após selecionadas geneticamente, enviadas para plantações na Malásia. Quarenta anos mais tarde, quando as plantas cresceram, a Inglaterra dominou o mercado da borracha.

## Regime de trabalho
Os trabalhadores trazidos do Nordeste padeciam de várias doenças devido ao clima úmido da selva. Mas suas condições de trabalho eram precárias por outros motivos também:
Não só a febre; também aguardava, na selva, um regime de trabalho bastante parecido com a escravidão. O trabalho se pagava em espécies — carne seca, farinha de mandioca, rapadura, aguardente — até que o seringueiro saldasse as suas dívidas, milagre que raras vezes ocorria. Havia um acordo entre os empresários para não dar trabalho aos operários que tivessem dívidas pendentes; os guardas rurais, postados nas margens dos rios, disparavam contra os fugitivos. As dívidas somavam-se às dívidas. À dívida original, pelo transporte do trabalhador do Nordeste, agregava-se a dívida pelos instrumentos de trabalho — facão, faca, baldes, e como o trabalhador comia, e sobretudo bebia, quanto mais antigo fosse o operário, maior seria a dívida por ele acumulada. Analfabetos, os nordestinos sofriam sem defesas os passes de prestidigitação [mágica] da contabilidade dos administradores— Galeano, Eduardo (29 de setembro de 2010). As veias abertas da América Latina. [S.l.]: L&PM Editores. p. 118

## Ferrovia para escoamento da produção

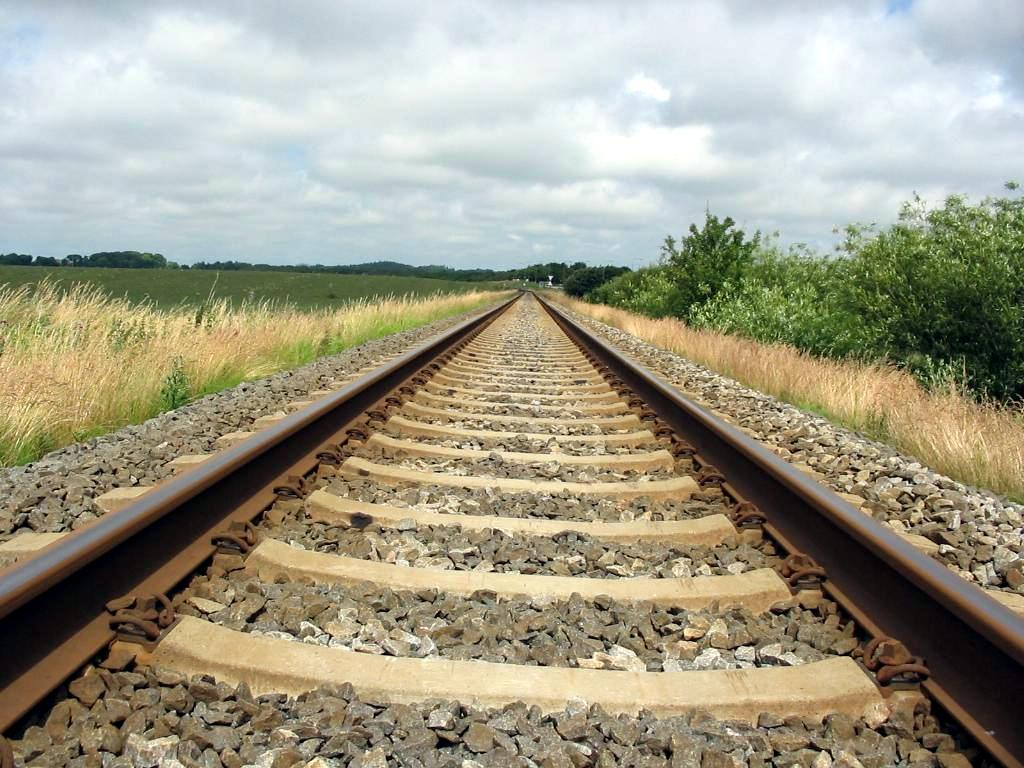
O ciclo da borracha justificou a construção da Estrada de Ferro Madeira-Mamoré

A ideia de construir uma ferrovia nas margens dos rios Madeira e Mamoré surgiu na Bolívia, em 1846. Como o país não tinha como escoar a produção de borracha por seu território, era necessário criar alguma alternativa que possibilitasse exportar a borracha através do Oceano Atlântico.
A ideia inicial optava pela via da navegação fluvial, subindo o rio Mamoré em território boliviano e depois pelo rio Madeira, no Brasil. Mas o percurso fluvial tinha grandes obstáculos: vinte cachoeiras impediam a navegação. E foi aí que cogitou-se a construção de uma estrada de ferro que cobrisse por terra o trecho problemático.
Em 1867, no Brasil, também visando encontrar algum meio que favorecesse o transporte da borracha, os engenheiros José e Francisco Keller organizaram uma grande expedição, explorando a região das cachoeiras do rio Madeira para delimitar o melhor traçado, visando também a instalação de uma ferrovia.
Embora a ideia da navegação fluvial fosse complicada, em 1869, o engenheiro estadunidense George Earl Church obteve do governo da Bolívia a concessão para criar e explorar uma empresa de navegação que ligasse os rios Mamoré e Madeira. Mas, não muito tempo depois, vendo as dificuldades reais desta empreitada, os planos foram definitivamente mudados para a construção de uma ferrovia.
As negociações avançam e, ainda em 1870, o mesmo Church recebe do governo brasileiro a permissão para construir então uma ferrovia ao longo das cachoeiras do Rio Madeira.

### A questão do Acre
O exagero do extrativismo descontrolado da borracha alimentada pelo aquecimento da indústria automobilística dos Estados Unidos, estava em vias de provocar um conflito internacional, onde os trabalhadores brasileiros cada vez mais adentravam nas florestas do território da Bolívia em busca de novas seringueiras, gerando conflitos e lutas por questões fronteiriças no final do século XIX, sendo chamados de Questão do Acre, que exigiram inclusive a presença do exército, liderado pelo militar José Plácido de Castro.
A república brasileira, recém proclamada, tirava o máximo proveito das riquezas obtidas com a venda da borracha, mas a Questão do Acre preocupava. Então houve a intervenção do diplomata Barão do Rio Branco e do embaixador Assis Brasil, em parte financiados pelos Barões da borracha, que culminou na assinatura do Tratado de Petrópolis em novembro de 1903 em negociação conduzida pelo barão de Rio Branco, no governo do presidente Rodrigues Alves. Pondo fim à contenda com a Bolívia, efetivando a compra do território por 2 milhões de libras esterlinas, garantindo o efetivo controle e a posse das terras e florestas do Acre por parte do Brasil, em troca das terras de Mato Grosso e do compromisso de construir uma ferrovia que superasse o trecho encachoeirado do rio Madeira e que possibilitasse o acesso das mercadorias bolivianas (sendo a borracha o principal), aos portos brasileiros do Atlântico (inicialmente Belém do Pará, na foz do rio Amazonas).
As cidades deste novo Estado foram então nomeadas com os personagens da Questão Acre, a capital recebeu o nome de Rio Branco e dois municípios receberam o nome de Assis Brasil e Plácido de Castro.

### Madeira-Mamoré (finalidade)
A ferrovia Madeira-Mamoré, também conhecida como Ferrovia do Diabo por ter causado a morte de cerca de seis mil trabalhadores (segundo a lenda: um trabalhador morto para cada dormente fixado nos trilhos), foi encampada pelo mega-empresário estadunidense Percival Farquhar. A construção da ferrovia iniciou-se em 1907 durante o governo de Affonso Penna e foi um dos episódios mais significativos da história da ocupação da Amazônia, revelando a clara tentativa de integrá-la ao mercado mundial através da comercialização da borracha.
Em 30 de abril de 1912 foi inaugurado o último trecho da estrada de ferro Madeira-Mamoré. Tal ocasião registra a chegada do primeiro comboio à cidade de Guajará-Mirim, fundada nessa mesma data.
Mas o destino da ferrovia que foi construída com o propósito principal de escoar a borracha e outros produtos da região amazônica, tanto da Bolívia quanto do Brasil, para os portos do Atlântico, e que dizimara milhares de vidas, foi o pior possível.
Primeiro, porque o preço do látex caiu vertiginosamente no mercado mundial, inviabilizando o comércio da borracha da Amazônia. Depois, devido ao fato de que o transporte de outros produtos que poderia ser feito pela Madeira-Mamoré foi deslocado para outras duas estradas de ferro (uma delas construída no Chile e outra na Argentina) e para o Canal do Panamá, que entrou em atividade em 15 de agosto de 1914.
Alie-se a esta conjuntura o fator natureza: a própria floresta amazônica, com seu alto índice de precipitação pluviométrica, se encarregou de destruir trechos inteiros dos trilhos, aterros e pontes, tomando de volta para si grande parte do trajeto que o homem insistira em abrir para construir a Madeira-Mamoré.
A ferrovia foi desativada parcialmente na década de 1930 e totalmente em 1972, ano em que foi inaugurada a Rodovia Transamazônica (BR-230). Atualmente, de um total de 364 quilômetros de extensão, restam apenas 7 quilômetros ativos, que são utilizados para fins turísticos.
A população rondoniense luta para que a tão sonhada revitalização da EFMM saia do papel, mas até à data 1º de dezembro de 2006 a obra ainda nem havia começado. A falta de interesse dos órgãos públicos, em especial das prefeituras, e a burocracia impedem o projeto.

## Apogeu (requinte e luxo)
A constante exploração e valorização da borracha amazônica, possibilitou um rápido desenvolvimento econômico da região, principalmente no desenvolvimento da cidade de Belém em centro urbano, sob o comando do intendente Antônio Lemos, que mais foi influenciada pelo modelo estético Europa, sobretudo o francês. Absorvendo o modo de vestir e a arquitetura, baseada no estilo Art Noveau, o que a tornou a cidade brasileira mais europeia. Posteriormente, as transformações ocorreram na cidade de Manaus, caracterizando o período de ouro Belle Époque Amazônica (1890-1920).
As cidades de Belém e Manaus, na época eram consideradas as cidades brasileiras mais desenvolvidas do Brasil. A planta da cidade de Manaus passou a ser construída em moldes dos padrões europeus. As ações do governo, a riqueza e o poder foram concentrados na cidade de Manaus, dando pouco importância ao interior do Estado, relegando ao esquecimento, onde os trabalhadores dos seringais tornaram-se prisioneiros do sistema patronal, sem meios para saldar suas dívidas. Ambas possuíam luz elétrica, sistema de água encanada e esgotos. Viveram seu apogeu entre 1890 e 1920, gozando de tecnologias que outras cidades do sul e sudeste do Brasil ainda não possuíam, tais como bondes elétricos, boulevard, avenidas sobre pântanos aterrados, além de edifícios imponentes e luxuosos, como por exemplo, em Manaus: o Teatro Amazonas, o Palácio do Governo, o Mercado Municipal e o prédio da Alfândega, em Belém: o Mercado de São Brás, Mercado Francisco Bolonha, Teatro da Paz, Palácio Antônio Lemos, corredores de mangueiras e diversos palacetes residenciais, construídos em boa parte pelo intendente Antônio Lemos, o Grande Hotel, o Cinema Olympia (a mais antiga casa brasileira de exibição de filmes), inaugurado no auge do cinema mudo internacional em 1912.

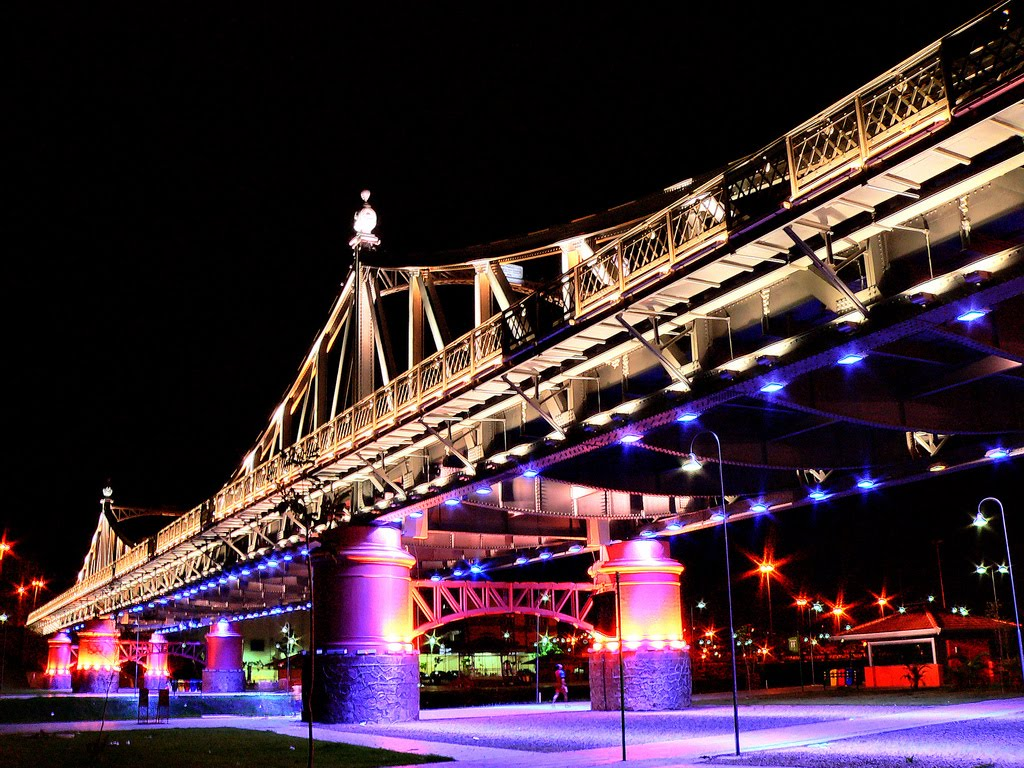
A Ponte Metálica Benjamin Constant é um dos marcos históricos da cidade de Manaus, fazendo a ligação do Centro com o bairro da Cachoeirinha.

A influência europeia logo se fez notar em Manaus e Belém, na arquitetura da construções e no estilo de vida, fazendo do século XIX a melhor fase econômica vivida por ambas cidades. A Amazônia era responsável, nessa época, por quase 40% de toda a exportação brasileira. Os novos ricos de Manaus tornaram a cidade a capital mundial da venda de diamantes. Graças à borracha, a renda per capita de Manaus era duas vezes superior à da região produtora de café (São Paulo, Rio de Janeiro e Espírito Santo).
Moeda da borracha: libra esterlina: como forma de pagamento pela exportação da borracha, os seringalistas recebiam em libra esterlina (£), moeda do Reino Unido, que inclusive era a mesma que circulava em Manaus e Belém durante a Belle Époque amazônica.

## Fim do monopólio amazônico

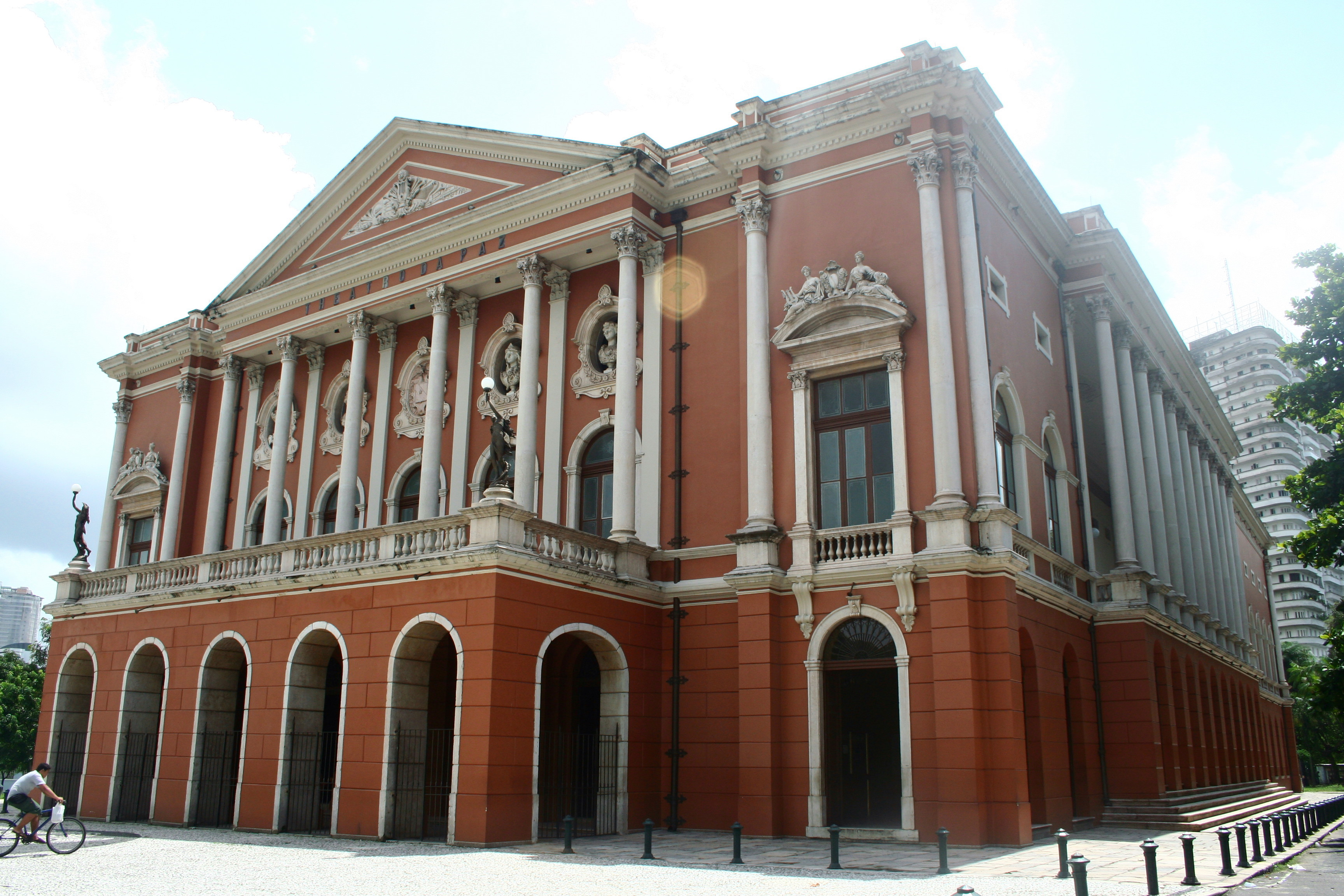
Teatro da Paz em Belém, um dos símbolos do ciclo da borracha.

A Estrada de Ferro Madeira-Mamoré, terminada em 1912, já chegava tarde. A Amazônia já estava perdendo a primazia do monopólio de produção da borracha, porque os seringais plantados pelos ingleses na Malásia, no Ceilão e na África tropical durante o período de crescente valorização da borracha no cenário internacional, com sementes oriundas da própria Amazônia, passaram a produzir látex com maior eficiência e produtividade. Consequentemente, com custos menores e preço final menor, o que os fez assumir o controle do comércio mundial do produto, superando a brasileira.
A borracha natural da Amazônia passou a ter um preço proibitivo no mercado mundial, tendo como reflexo imediato a estagnação da economia regional. A crise da borracha tornou-se ainda maior porque a falta de visão empresarial e governamental resultou na ausência de alternativas que possibilitassem o desenvolvimento regional, tendo como consequência imediata a estagnação também das cidades.[carece de fontes?] A falta não pode ser atribuída apenas aos empresários chamados Barões da Borracha e à classe dominante em geral, mas também ao governo e políticos que não incentivaram a criação de projetos administrativos que gerassem um planejamento e um desenvolvimento sustentado da atividade de extração do látex.[carece de fontes?]
Por sinal, desde a época do Governo Imperial que eram descartados projetos de incentivo à produção ou proteção da maior fonte de renda do Brasil no final do século XIX, superando o decadente ciclo do café. Devido o Governo Monárquico que era atrelado ao interesse econômico dos barões do café, que direcionava todos os esforços governamentais para manter a riqueza do sudeste brasileiro, mais influente ao poder que os barões da borracha. Atendendo ao pedido de industriais norte-americanos, também impediu que o governo do Pará criasse taxas alfandegárias protecionistas para os exportadores estrangeiros.
Com a República, pouca coisa mudou. O baixo peso político era contrastante com o poder financeiro do riquíssimo Norte. O Poder, concentrado no Sudeste brasileiro, passou a ser controlado pelos interesses econômicos dos cafeicultores e dos pecuaristas, resultando na política do café-com-leite, e excluindo os interesses dos barões da borracha (que também, pouco se movimentavam politicamente para serem incluídos, preferindo ir gastar seu dinheiro nos cassinos europeus [carece de fontes?] do que investir em "lobbies" por acharem que o ciclo da borracha nunca acabaria).
Embora restando a ferrovia Madeira-Mamoré e as cidades de Porto Velho e Guajará-Mirim como herança deste apogeu, a crise econômica provocada pelo término do ciclo da borracha deixou marcas profundas em toda a região amazônica: queda na receita dos Estados, alto índice de desemprego, êxodo rural e urbano, sobrados e mansões completamente abandonados, e, principalmente, completa falta de expectativas em relação ao futuro para os que insistiram em permanecer na região.

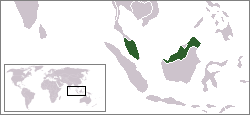
A Malásia, que investiu no plantio de seringueiras e em técnicas de extração do látex, foi a principal responsável pela queda do monopólio brasileiro.

Os trabalhadores dos seringais, agora desprovidos da renda da extração, fixaram-se na periferia de Manaus em busca de melhores condições de vida. Por volta de 1920, começaram a formar o que seria chamado de cidade flutuante, que se consolidaria até a década de 1960.
O governo central do Brasil até criou um órgão com o objetivo de contornar a crise, chamado Superintendência de Defesa da Borracha, mas esta superintendência foi ineficiente e não conseguiu garantir ganhos reais, sendo, por esta razão, desativada não muito tempo depois de sua criação.
A partir do final da década de 1920, Henry Ford, o pioneiro da indústria americana de automóveis, empreendeu o cultivo de seringais na Amazônia criando 1927 a cidade de Fordlândia e posteriormente (1934) Belterra, no Oeste do Pará, especialmente para este fim, com técnicas de cultivo e cuidados especiais, mas a iniciativa não logrou êxito já que a plantação foi atacada por uma praga na folhagem conhecida como mal-de-folhas, causada pelo fungo Microcyclus ulei.

## Batalha da borracha: 1942-1945
O período da Batalha da Borracha, popularmente chamado Segundo Ciclo da Borracha, foi um segundo pico de produção da borracha no período de 1942 a 1945 no contexto da Segunda Guerra Mundial, quando a Amazônia teve novamente, embora por pouco tempo, um aumento na procura e produção da borracha financiado pelos Estados Unidos. Quando as forças japonesas dominaram militarmente o Pacífico Sul nos primeiros meses de 1942 e invadiram também a Malásia, o controle dos seringais passou a estar nas mãos dos nipônicos, o que culminou na queda de 97% da produção da borracha asiática.

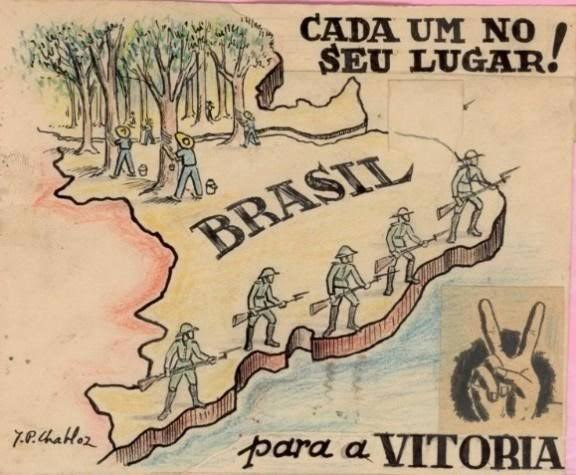
Cartaz de Jean Pierre Chabloz mostrando soldados defendendo o litoral enquanto seringueiros extraem a borracha

Na ânsia de uma solução para esse impasse e, também para suprir a borracha necessária para o material bélico dos Forças Aliadas, em maio de 1941 o governo brasileiro fez acordos com o governo dos Estados Unidos, chamados de Acordos de Washington, que desencadeou uma operação em larga escala de extração de látex na Amazônia - operação que ficou conhecida como a Batalha da Borracha. Para o Brasil, além da grande movimentação realizada pela exportação da borracha, os investimentos realizados os Estados Unidos chegaram, de certa forma, a manter a economia brasileira estável e até - em alguns momentos - em alta durante o período em que se desenrolava o conflito. O país havia encontrado a química milagrosa da guerra por conta da abertura rumo às atividades rurais e extrativistas, no qual permitia perspectivas de propulsão e crescimento da economia. Parte desse ideal surgia da necessidade de viver com os próprios recursos, a fim de estimular o crescimento da riqueza agropecuária nacional e de produtos que poderiam ter desenvolvido suas exportações.
No período já havia uma grande oportunidade de bons negócios entre Brasil e Estados Unidos: o Conselho Federal de Comércio Exterior, com sede no Rio de Janeiro, havia emitido uma circular aos governos e às associações comerciais e industriais dos Estados comunicando que tinham recebido um telegrama da Embaixada do Brasil em Washington, o qual informava que o Departamento de Guerra dos Estados Unidos iniciava algumas compras para armazenamento, no valor de 100 milhões de dólares em mercadorias necessárias à defesa nacional, tais como: bauxita, manganês, mica, cobre, borracha, lã, cristal de rocha, etc.
Isto resultaria na implantação de mais alguns elementos, inclusive de infraestrutura, apenas em Belém, desta vez por parte dos Estados Unidos. A exemplo disso, temos o Banco de Crédito da Borracha, atual Banco da Amazônia; o Grande Hotel, luxuoso hotel construído em Belém em apenas 3 anos, onde hoje é o Hilton Hotel; o aeroporto de Belém; a base aérea de Belém; entre outros.
Com o alistamento de nordestinos, Getúlio Vargas minimizou o problema da seca do nordeste e ao mesmo tempo deu novo ânimo na colonização da Amazônia.
Como os seringais estavam abandonados e mais de 35 mil trabalhadores permaneciam na região, o grande desafio de Getúlio Vargas, então presidente do Brasil, era aumentar a produção anual de látex de 18 mil para 45 mil toneladas, como previa o acordo. Para isso seria necessária a força braçal de 100 mil homens.
O alistamento compulsório em 1943 era feito pelo Serviço Especial de Mobilização de Trabalhadores para a Amazônia (SEMTA), com sede no nordeste, em Fortaleza, criado pelo então Estado Novo. A escolha do nordeste como sede deveu-se essencialmente como resposta a uma seca devastadora na região e à crise sem precedentes que os camponeses da região enfrentavam.
Além do SEMTA, foram criados pelo governo nesta época, visando a dar suporte à Batalha da borracha, a Superintendência para o Abastecimento do Vale da Amazônia (Sava), o Serviço Especial de Saúde Pública (Sesp) e o Serviço de Navegação da Amazônia e de Administração do Porto do Pará (Snapp). Criou-se ainda a instituição chamada Banco de Crédito da Borracha, que seria transformada, em 1950, no Banco de Crédito da Amazônia.
O órgão internacional Rubber Development Corporation (RDC), financiado com capital dos industriais estadunidenses, custeava as despesas do deslocamento dos migrantes (conhecidos à época como brabos). O governo dos Estados Unidos pagava ao governo brasileiro cem dólares por cada trabalhador entregue na Amazônia.

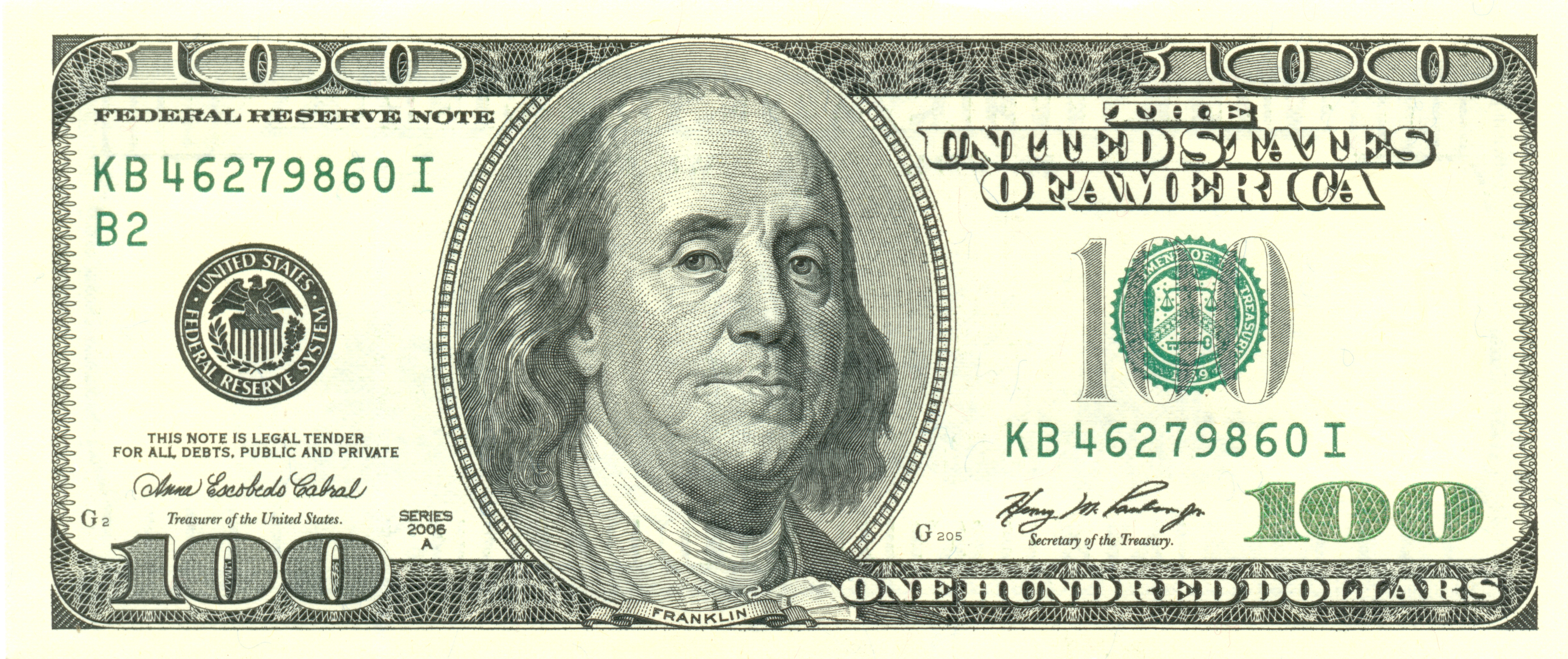
O governo dos Estados Unidos pagava ao governo brasileiro cem dólares por cada trabalhador entregue na Amazônia

Milhares de trabalhadores de várias regiões do Brasil foram compulsoriamente levados à escravidão por dívida e à morte por doenças para as quais não possuíam imunidade. Só do nordeste foram para a Amazônia 54 mil trabalhadores, sendo 30 mil deles apenas do Ceará. Esses novos seringueiros receberam a alcunha de Soldados da Borracha, numa alusão clara de que o papel do seringueiro em suprir as fábricas nos EUA com borracha era tão importante quanto o de combater o regime nazista com armas (ver: Soldados da Borracha (documentário).
Manaus tinha, em 1849, cinco mil habitantes, e, em meio século, cresceu para 70 mil. Novamente a região experimentou a sensação de riqueza e de pujança. O dinheiro voltou a circular em Manaus, em Belém, em cidades e povoados vizinhos e a economia regional fortaleceu-se.

### Um caminho sem volta

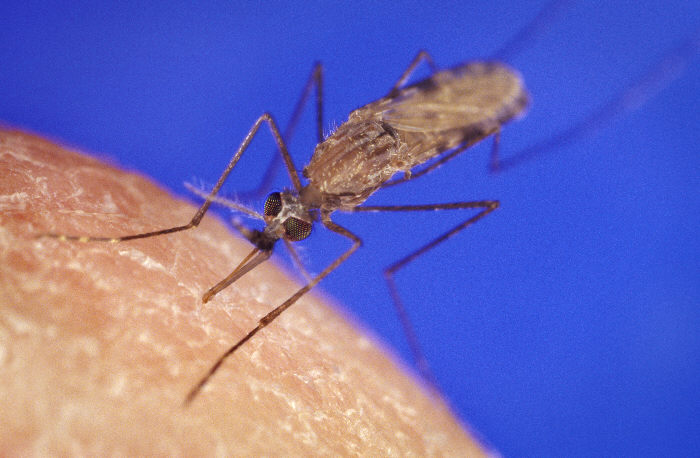
Mosquito, elemento transmissor da malária e da febre amarela, doenças que causaram muitas mortes aos seringueiros

Entretanto, para muitos trabalhadores, este foi um caminho sem volta. Cerca de 30 mil seringueiros morreram abandonados na Amazônia, depois de terem exaurido suas forças extraindo o ouro branco. Morriam de malária, febre amarela, hepatite e atacados por animais como onças, serpentes e escorpiões. O governo brasileiro também não cumpriu a promessa de reconduzir os Soldados da Borracha de volta à sua terra no final da guerra, reconhecidos como heróis e com aposentadoria equiparada à dos militares. Calcula-se que conseguiram voltar ao seu local de origem (a duras penas e por seus próprios meios) cerca de seis mil homens.
Mas quando chegavam tornavam-se escravos por dívida dos coronéis seringueiros e morriam em consequência das doenças, da fome ou assassinados quando resistiam lembrando as regras do contrato com o governo.

## Apontamentos finais
Os finais abruptos do primeiro e do segundo ciclo da borracha demonstraram a incapacidade empresarial e falta de visão da classe dominante e dos políticos da região. No primeiro, além da extrema confiança dos barões da borracha na perpetuação daquele ciclo, houve os interesses dos cafeicultores, que influenciavam o Governo Monárquico a proteger e fomentar apenas a sua produção (e, consequentemente, seus lucros), e culminando com a influência no Governo Republicano, comandado pela política do café-com-leite, que pouco fez pela borracha da Amazônia. O final da Segunda Guerra conduziu, pela segunda vez, à perda da chance de fazer vingar esta atividade econômica, posto que o Governo Getulista fomentara o retorno à borracha apenas por interesses externos dos países aliados - notadamente os Estados Unidos. Não se fomentou qualquer plano de efetivo desenvolvimento sustentado na região, o que gerou reflexos imediatos: assim que terminou a Segunda Guerra Mundial, tanto as economias de vencedores como de vencidos se reorganizaram na Europa e na Ásia, fazendo cessar novamente as atividades nos velhos e ineficientes seringais da Amazônia. Pois as indústrias passaram a adotar a borracha sintética, uma inovação tecnológica produzida em ritmo mais acelerado.

## Na literatura
O romance Manaos do espanhol Alberto Vázquez-Figueroa é sobre o ciclo da borracha.

## Outras fontes
- GUIA DO ESTUDANTE - Ciclo da Borracha: Paris tropical, texto de Luciana Zenti, Novembro, 2006.
- BRASIL ESCOLA - Ciclo da Borracha, texto de Rainer Sousa, consultado em 9 de dezembro de 2011. Disponível on-line